# Wilson Oruma
Wilson Oruma (Warri, Nigeria, 30 de diciembre de 1976) es un exfutbolista nigeriano. Jugaba de volante y su último equipo fue el AO Kavala de Grecia.

## Selección nacional
Ha sido internacional con la Selección de fútbol de Nigeria, ha jugado 19 partidos internacionales y ha anotado 3 goles.

### Participaciones en Copas del Mundo
| Mundial                        | Sede    | Resultado        | Partidos | Goles |
| ------------------------------ | ------- | ---------------- | -------- | ----- |
| Copa Mundial de Fútbol de 1998 | Francia | Octavos de final | 1        | 1     |

## Clubes
| Club                  | País    | Año       |
| --------------------- | ------- | --------- |
| RC Lens               | Francia | 1994-1996 |
| AS Nancy              | Francia | 1996-1997 |
| RC Lens               | Francia | 1997-1998 |
| Samsunspor            | Turquía | 1998-1999 |
| Olympique Nimes       | Francia | 1999-2000 |
| Servette FC           | Suiza   | 2000-2002 |
| FC Sochaux            | Francia | 2002-2005 |
| Olympique de Marsella | Francia | 2005-2008 |
| En Avant de Guingamp  | Francia | 2008-2009 |
| AO Kavala             | Grecia  | 2009-2010 |

## Palmarés

### Campeonatos nacionales
| Título                     | Club                 | País    | Año  |
| -------------------------- | -------------------- | ------- | ---- |
| Ligue 1                    | RC Lens              | Francia | 1998 |
| Copa de la Liga de Francia | FC Sochaux           | Francia | 2004 |
| Copa de Francia            | En Avant de Guingamp | Francia | 2009 |

### Campeonatos internacionales
| Título                    | Equipo                   | Sede    | Año  |
| ------------------------- | ------------------------ | ------- | ---- |
| Copa Mundial Sub-17       | Selección Nigeria Sub-17 | Japón   | 1993 |
| Torneo Olímpico de Fútbol | Selección Nigeria Sub-23 | Atlanta | 1996 |

- Datos: Q708323
- Multimedia: Wilson Oruma / Q708323